# 한표욱

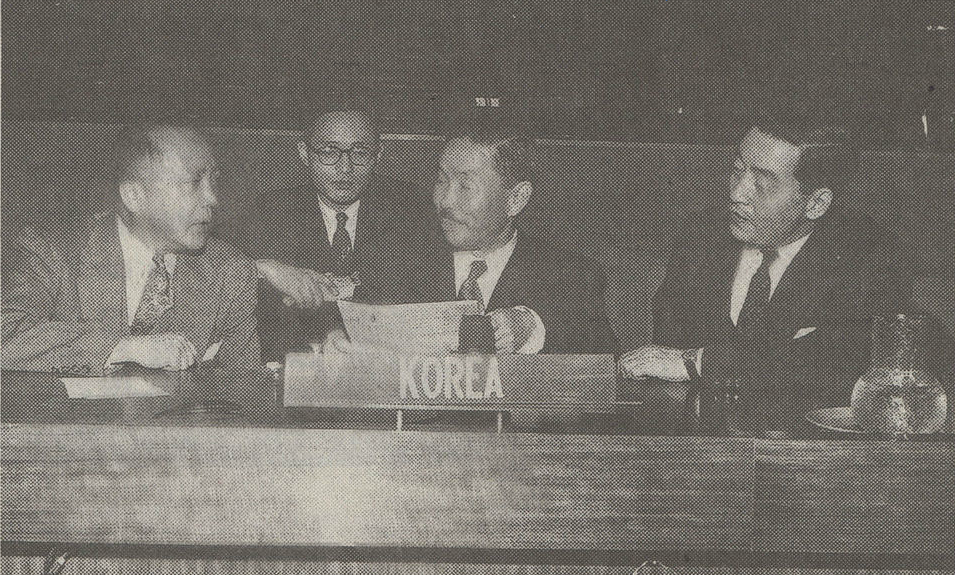
1954년 유엔총회에 참석한 한국 대표들. 왼쪽부터 양유찬, 한표욱, 변영태, 임병직

한표욱(韓豹頊, 1916년 8월 17일 - 2003년 8월 25일)은 대한민국의 독립운동가, 정치인, 외교관, 교육자이다. 함경북도 북청에서 태어나, 1938년 3월, 연희전문학교를 졸업하고 미국으로 건너가 하버드 대학교 대학원에서 외교학을 전공하였다. 졸업하고 1948년 후반에 귀국 준비를 하던 중, 이승만으로부터 전보를 받았다. "장면 박사가 곧 주미 대사로 가니 워싱턴으로 가서 장 박사를 보좌해 일해주기 바란다"는 당부였다.
한표욱이 일등서기관과 참사관을 역임하고 있을 때, 본국에서 장문의 편지가 도착했는데 "주미대사로 임병직을 생각했지만 장택상 외무장관이 곧 그만둘 것 같아 임병직을 후임으로 앉힐 작정"이라는 것이었다. 주미 대한민국 대사관 초대 참사관으로 한국전쟁 당시 외교 활동에 참여하였다.

1949년 10월 11일, 최초의 대한민국 주미국대사관 외교관료들. 왼쪽부터 김세선 참사관, 장면 초대 주미대사, 한표욱 공사, 최운상 영사.

1949년 11월, 대한민국이 유엔 식량농업기구에 가입하게 된 것에 대하여 감사 연설을 행하였다. 1951년 2월부터 4월까지 임시 주미국 대한민국 대사로 있었다. 1952년, 제7차 국제연합 총회에 한국 대표단으로서 변영태 단장 외에 임병직, 양유찬, 이재항, 서재식, 전상진과 함께 참석하였다. 1956년에 주미 한국대사 양유찬의 부재 중, 대사대리를 맡았다. 이후 시러큐스 대학교도 졸업하였다. UN 대사와 주영국 대한민국 대사를 지내고 1980년에 정계에서 은퇴하였다.
일제강점기 당시 이승만의 측근으로 활동하며 독립운동에 참여하였고, 1948년 주한 미국 대사관 창설 준비요원으로 파견되어 주한 미국 대사관 건설에 노력하였다. 부인은 최정임이다.

## 저서
- 《한미 외교 요람기》 (중앙일보사, 1984)
- 《이승만과 한미 외교》 (중앙일보사, 1996)
- 《세계 속의 분단 한국》 (연세대학교 출판부, 1997)
- 《한국 통일의 문제》 (연세대학교 출판부, 2000)

## 같이 보기
- 대한민국임시정부 구미외교위원부
- 한미 관계
- 주미 대한민국 대사
- 이승만
- 김규식
- 황기환
- 조소앙
- 윤치영
- 장택상
- 임병직
- 장면
- 양유찬